# Corridor Orient/Méditerranée orientale
Le corridor Orient/Méditerranée orientale est le quatrième des dix axes prioritaires du réseau transeuropéen de transport.

## Parcours
Ce couloir reliera l'Europe centrale aux ports maritimes de la Mer du Nord, de la  Baltique, de la Mer Noire et de la Méditerranée. 
- Hambourg-Berlin
- Rostock-Berlin-Dresde
- Bremerhaven/Wilhelmshaven-Magdeburg-Dresde
- Dresde-Ústí nad Labem-Mělník/Prague-Kolín
- Kolin-Pardubice-Brno-Vienne/Bratislava-Budapest-Arad-Timișoara-Craiova-Calafat-Vidin-Sofia
- Sofia-Plovdiv-Burgas
- Plovdiv-Frontière entre la Bulgarie et la Turquie
- Sofia-Thessalonique-Athènes-Le Pirée- Limassol- Nicosie
- Athènes-Patras/Igoumenitsa